# 風雲再起近畿小子2001台北演唱會 〜KinKi Kids Returns! 2001 Concert Tour in Taipei〜
『風雲再起近畿小子2001台北演唱會 〜KinKi Kids Returns! 2001 Concert Tour in Taipei〜』（ふううんさいききんきしょうし2001たいぺいえんしょうかい（中国語：fēng yún zài qǐ jìn jī xiǎo zi èr líng líng yī Tái běi yǎn chàng huì） ～キンキ キッズ リターンズ! 2001 コンサート ツアー イン タイペイ）は、KinKi Kidsの7作目の映像作品、および6作目のライブビデオ。2001年9月5日発売。発売元は、ジャニーズ・エンタテイメント。

## 概要
- 2001年5月に行われたアジアツアー「KinKi Kids Returns! 2001 Concert Tour in 香港 台北」より、台湾・台北スーパードーム公演の模様が収録されている[1]。ライブ映像の他、二人が空港に到着した際の様子や、会場に来た台湾のファンのインタビューも収録されている。尚、通常盤のブックレットには収録曲の歌詞や作詞・作曲者クレジットの記載はあるが、パッケージやブックレット、映像のエンドロール等に、その他のスタッフクレジットがほとんど記載されていない。
- ジャニーズJr.からは山下智久、亀梨和也、大堀治樹、福原一哉、中村翔、大野幸人、島田直樹、長谷川純、中丸雄一、上田竜也、宮城俊太、五関晃一、ジミーMackey、赤西仁、屋良朝幸、米花剛史、町田慎吾、良知真次、田口淳之介、石田友一が参加しており、オープニングで紹介されている。

## 仕様・特典
- VHS初回限定盤
  - 111,111本完全生産限定盤
  - ケース及びカセットがブルーのスケルトン仕様
  - ブックレット等は未封入
- DVD初回限定盤
  - ジュエルケース及びトレイが、ブルーのスケルトン仕様
  - 特製ステッカー封入
  - ブックレット等は未封入
- DVD通常盤
  - 収録曲の歌詞、作詞作曲クレジット記載のブックレット付き

## 収録曲
※特記（歌詞カードにクレジット記載の無い曲）の作詞、作曲者は、日本音楽著作権協会のデータベースを参照。
1. 硝子の少年
2. 愛されるより 愛したい
3. ジェットコースター・ロマンス
4. 青の時代
5. 夏の王様
6. KinKi Kids forever
  - English version
7. 情熱
  - DVD盤は、マルチアングル機能あり。
8. 永遠の日々…
  - 光一ソロ曲。
9. 欲望のレイン
10. Rocks
11. Jealous Train
  - 光一ソロ曲、未CD化作品。
12. Panic Disorder
  - 剛ソロ曲。
13. Hey!和
14. ボクの背中には羽根がある
  - DVD盤は、マルチアングル機能あり。
15. Be COOL
  - 光一ソロ曲、少年隊のカバー。
16. Samurai2000
  - 作曲：長岡成貢。
17. みちのくひとり旅
  - 剛ソロ曲。山本譲二のカバー。
18. 幻炎（ほのお）
  - 光一ソロ曲。作曲：夏秋文彦、少年隊 「PLAYZONE2000 "THEME PARK"」劇中曲、サウンドトラック『PLAYZONE2000 THEME PARK』収録曲。
19. 君に会えた十二月
  - 剛ソロ曲、未CD化作品。
20. Rocketman
21. あの娘はSo Fine
22. もう君以外愛せない
  - DVD盤は、マルチアングル機能あり。
23. 雨のMelody
24. フラワー
25. このまま手をつないで

《Special Reel》（DVDのみ収録）
- Private Time
- Talk Show